# Stockholm Wood City
Stockholm Wood City är ett planerat träbyggnadsprojekt beläget i Sickla, initierat och utvecklat av det svenska fastighetsbolaget Atrium Ljungberg. Projektet kommer att bli världens största stadsdel byggd i trä. Trästaden sträcker sig över 25 kvarter och 250 000 kvadratmeter. Projektet har uppmärksammats av aktörer som World Economic Forum som en milstolpe inom hållbar stadsutveckling. Byggandet beräknas kosta cirka 12 miljarder kronor.
Byggstarten planeras år 2025 och trästaden kommer sedan byggas i etapper. De första byggnaderna förväntas stå färdiga 2027, och hela projektet beräknas vara klart tio år efter byggstart.
När trästaden är klar kommer den att inrymma 7 000 kontorsplatser, 2 000 bostäder samt en mängd olika butiker och restauranger. Det blir det största arbetsplatsområdet i södra Stockholm. Atrium Ljungbergs uttalade målsättning är att kompensera för det nuvarande underskottet av arbetsplatser i de södra stadsdelarna.

## Bakgrund
Projektet tillkännagavs av Atrium Ljungberg 2023, i syfte att bidra till uppfyllandet av börsbolagets hållbarhetsmål. Jämfört med traditionella byggmaterial som betong erbjuder träkonstruktion flera fördelar. Det minskar avsevärt CO2-utsläppen både under byggskedet och under hela byggnadens livscykel. Dessutom förkortar träkonstruktion byggtider och resulterar i mindre buller på byggarbetsplatser.
Atrium Ljungberg har också hävdat att träbyggnader kan vara bättre för den personliga hälsan och att studier har visat att de "ger bättre luftkvalitet, minskar stress, ökar produktiviteten och lagrar koldioxid under den tid de används.

## Projektets utveckling
Stockholm Wood Citys arkitektur innehåller naturliga element som följer skandinavisk designs minimalistiska och funktionella estetik. Byggnaderna kommer att ha gröna tak för förbättrad isolering och stora fönster för att maximera ljusinsläppet. Arkitektkontoren White och Henning Larsen har båda arbetat med den tidiga designutvecklingen för projektet.
Globalt finns redan en trend av träbyggande, där flera länder siktar på att bygga de högsta träskyskraporna. Medan det finns andra utmanare i kapplöpningen om höjden strävar Stockholm Wood City efter ett annat slags rekord som den största trästaden.